# Protoptila pseudopiacha
Protoptila pseudopiacha är en nattsländeart som beskrevs av Bueno-soria 1984. Protoptila pseudopiacha ingår i släktet Protoptila och familjen stenhusnattsländor. Inga underarter finns listade i Catalogue of Life.